# Star (revista)
Star, va ser una revista de còmics publicada a Barcelona per Producciones Editoriales des del 1974 fins al 1980, els directors d'aquesta revista, van ser Juan José Fernández i després Karmele Marchante. Es van publicar 57 números, dedicats fonamentalment al comix i a la contracultura. Al costat d'Ajoblanco, va constituir el principal referent de la incipient premsa alternativa de la Transició Espanyola.

## Trajectòria
El número tretzè de la revista, a la portada de la qual apareixia El Gat Fritz perseguit per la policia, va ser segrestat per les autoritats. Després de publicar l'exemplar número quinze, va ser tancada un any per ordre governativa. Quan va reaparèixer als quioscos amb el número 16, aquest va tornar a ser segrestat, al juliol de 1976 per ordre judicial, davant la possibilitat d'escàndol públic. Star va tancar definitivament en 1980, encara que l'editorial va produir Bésame mucho en el seu lloc.

## Contingut
Entre els autors estrangers, destaquen S. Clay Wilson, Richard Corben, Robert Crumb i Gilbert Shelton. També publicà autors espanyols com Ceesepe amb la seva sèrie Slober; "Morera el Hortelano" "Pérez Sánchez" o "Miracle-Goldwin-Martin", Gallardo, i Mariscal, (als que com a fet excepcional en aquesta mena de revistes fins a l'aparició d'El Víbora) pagava per la seva feina.
En paraules de Moncho Alpuente, els seus primers números constituïren "un continu atac frontal a l'anomenat bon gust i les seves vinyetes poden provocar considerables malsons als no iniciats".
| Anys | Números     | Títol           | Autor                                                    | Procedència  |
| ---- | ----------- | --------------- | -------------------------------------------------------- | ------------ |
| 1975 | 12, 16, 30, | Slober          | Ceesepe                                                  |              |
| 1975 | 13, 29      | El gat Fritz    | Robert Crumb                                             |              |
| 1976 | 17, 18,     | Gwendoline      | John Willie                                              |              |
| 1977 | 21          | Los garriris    | Mariscal                                                 |              |
| 1977 | 23          | Wonder Wart-Hog | Gilbert Shelton                                          |              |
| 1979 | 53          | Sophie comics   | Carlos Sampayo/José Muñoz                                |              |
| 1980 | 54          | Makoki          | Miguel Ángel Gallardo/Juanito Mediavilla/Felipe Borrallo | Disco-Exprés |

## Valoració crítica
Per a la teòrica Francesca Lladó, va suposar "el primer intent estructurat i coordinat per a donar a conèixer noves formes d'expressió, injustament desconegudes o marginades durant els anys de la dictadura franquista", formant part del boom del còmic adult a Espanya.